# Carl Johan Rosenqvist
Carl Johan Rosenqvist, C.J. Rosenqvist, född 25 december 1834 i Målilla socken, Kalmar län, död 27 februari 1917 i Söderhamn, var en svensk trädgårdsmästare.
Rosenqvist inflyttade 1871 till Söderhamn, där han etablerade sig som handelsträdgårdsmästare, omnämns som stadsträdgårdsmästare i Söderhamns stad 1875 och begärde avsked med pension först 1915. Efter 1876 års stadsbrand, då staden till största delen ödelades, skapade han, med de små anslag som stod till buds, de parker och trädplanteringar som kom att känneteckna staden. Han deltog han med stort intresse i spörsmålen inom trädgårdsyrket och var en av stiftarna av Hälsinglands trädgårdsodlareförening, vars förste ordförande han var.